# Ponte da Amizade entre China e Nepal
A Ponte da Amizade entre China e Nepal (em chinês: 中尼友谊桥, em nepali:  मितेरी पुल) é uma ponte que atravessa o rio Bhote Koshi, ligando Kodari no distrito de Sindhulpalchok, Nepal a Zhangmu, na República Popular da China.